# Tönderbergets naturreservat
Tönderbergets naturreservat är ett naturreservat i Vansbro kommun i Dalarnas län.
Området är naturskyddat sedan 2019 och är 69 hektar stort. Reservatet ligger söder om sjön Hulen på Tönderbergets nordostsluttning och består av tallskog.